# 1-Octen-3-ylacetat
1-Octen-3-ylacetat ist eine chemische Verbindung aus der Gruppe der Essigsäureester.

## Vorkommen

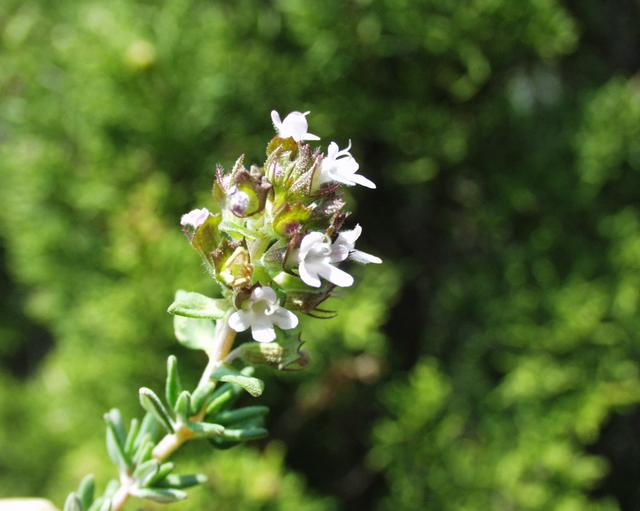
Thymian (Thymus vulgaris)

1-Octen-3-ylacetat wurde in Melonen, dem Öl der Krausen Minze und anderen Minzölen, bestimmten Arten von Thymian, einigen Pilzarten und Anis-Duftnessel nachgewiesen.

## Gewinnung und Darstellung
1-Octen-3-ylacetat kann durch Acetylierung von Amylvinylcarbinol gewonnen werden.

## Eigenschaften
1-Octen-3-ylacetat ist eine farblose Flüssigkeit mit einem charakteristischen Geruch, der an Lavendel und Lavandin erinnert oder einen metallischen, pilzartigen Geruch.

## Verwendung
1-Octen-3-ylacetat wird als Duftstoff verwendet.